# Sindrome da artrite-dermatite
La sindrome da artrite-dermatite è un'artropatia causata da N. gonorrhoeae.
L'artralgia derivante dell'infezione gonococcica è comunemente una poliartralgia asimmetrica.
Una buona parte delle persone su cui si mostrano effetti di tale sindrome sviluppa una monoartralgia.
Vi è un coinvolgendo asimmetrico di una data articolazione, che può trattarsi del ginocchio, il gomito, il metacarpo, la caviglia ed il polso.

## Sintomatologia
Elementi caratteristici sono febbre, che solitamente controllando risultano delle emocolture positive, tenosinovite con rash cutaneo.